# Gundlahalli, Madhugiri
Gundlahalli là một làng thuộc tehsil Madhugiri, huyện Tumkur, bang Karnataka, Ấn Độ.